# むじんくん
むじんくんとは、アコムが設置している自動契約機、および同社の登録商標（第3335096号ほか）である（消費者金融の記事も参照のこと）。

## 概要
むじんくんの名前の由来は、「無人」ではなく「無尽」から来ているとされている。また、保安上の関係で実際に無人ではないため「無人契約機」という言葉を使わず、代わりに「自動契約機」という呼称を使用している。
1990年代に放映されたノリの良い歌が特徴のCMで話題になったが、消費者金融のCMとしては不鮮明であり「子供が自動契約機の意味を理解せずに歌っている」などのクレームを多く受け、CMの歌詞を変更する対応が行われ、現在はCMでの積極的展開を行っていない。このCMソングは音の商標として登録されている（第5967173号）。
また、自動契約機の代名詞としても根付いている。

## CMに登場したキャラクター
- チャント星人（ムチャ、コリャ、アヒャ）（1996年8月 - ）
- ハッキリ星人（アッシュ、コリン、ムームー）（1998年7月 - ）

## 余談
ヒューマントラストが提供するCYURICAによる現金引き出しにはアコムの自社ATMを利用する必要があるが、「むじんくん」と誤って説明される場合がある。しかし、契約機ではなくあくまでATM機を用いるため注意が必要。また、CYURICA自体は「サラ金カード」ではないが、引き出し時にはタッチパネルの「融資」を押す形になっている。2013年5月現在「出金」に変更となっている。